# الدلاتون
الدلاتون إحدى قرى مركز شبين الكوم التابع لمحافظة المنوفية بجمهورية مصر العربية، ومن أعلامها الأديب عبد الرحمن الشرقاوي صاحب رواية الأرض.

## التاريخ
قرية الدلاتون من القرى القديمة، حيث وردت باسم «دلتون» في أعمال المنوفية ضمن قرى الروك الصلاحي التي أحصاها ابن مماتي في كتاب قوانين الدواوين، كما وردت باسم «دلتون» في أعمال المنوفية ضمن قرى الروك الناصري التي أحصاها ابن الجيعان في كتاب «التحفة السنية بأسماء البلاد المصرية». وفي العصر العثماني وردت باسم «دلتون» في التربيع العثماني الذي أجراه الوالي العثماني سليمان باشا الخادم في عصر السلطان العثماني سليمان القانوني ضمن قرى ولاية المنوفية، وفي تاريخ 1228هـ/1813م الذي عدّ قرى مصر بعد المسح الذي قام به محمد علي باشا باسم «الدلاتون» ضمن قرى مديرية المنوفية.

## السكان
بلغ عدد سكان الدلاتون ورزقة شمس الدين 2,912 نسمة، حسب الإحصاء الرسمي لعام 2006.